# Elton Hall
Elton Hall er en herregård (engelsk hall) i Elton, Cambridgeshire. Det har været sæde for huset Proby (senere kendt som jarlerne af Carysfort) siden 1660.
Herresædet ligger på en ca. 1500 ha. stor grund hvor floden Nene løber igennem. Bygning inkorporerer dele fra 1400-, 1600-, 1700- og 1800-tallet, og er en listed building af første grad.
Elton Hall ligger ca. 3 km fra Fotheringhay Castle, hvor Marie Stuart blev henrettet 1587.
De viktorianske haver er blevet restaureret i de senere år, og den indeholder i dag en knudehave, en ny rosen- og urtehave, formklippede hække og et gotisk orangeri, der blev opført for at fejre årtusindeskiftet. Haverne er en del af Campaign to Protect Rural England.